# Oración por los difuntos

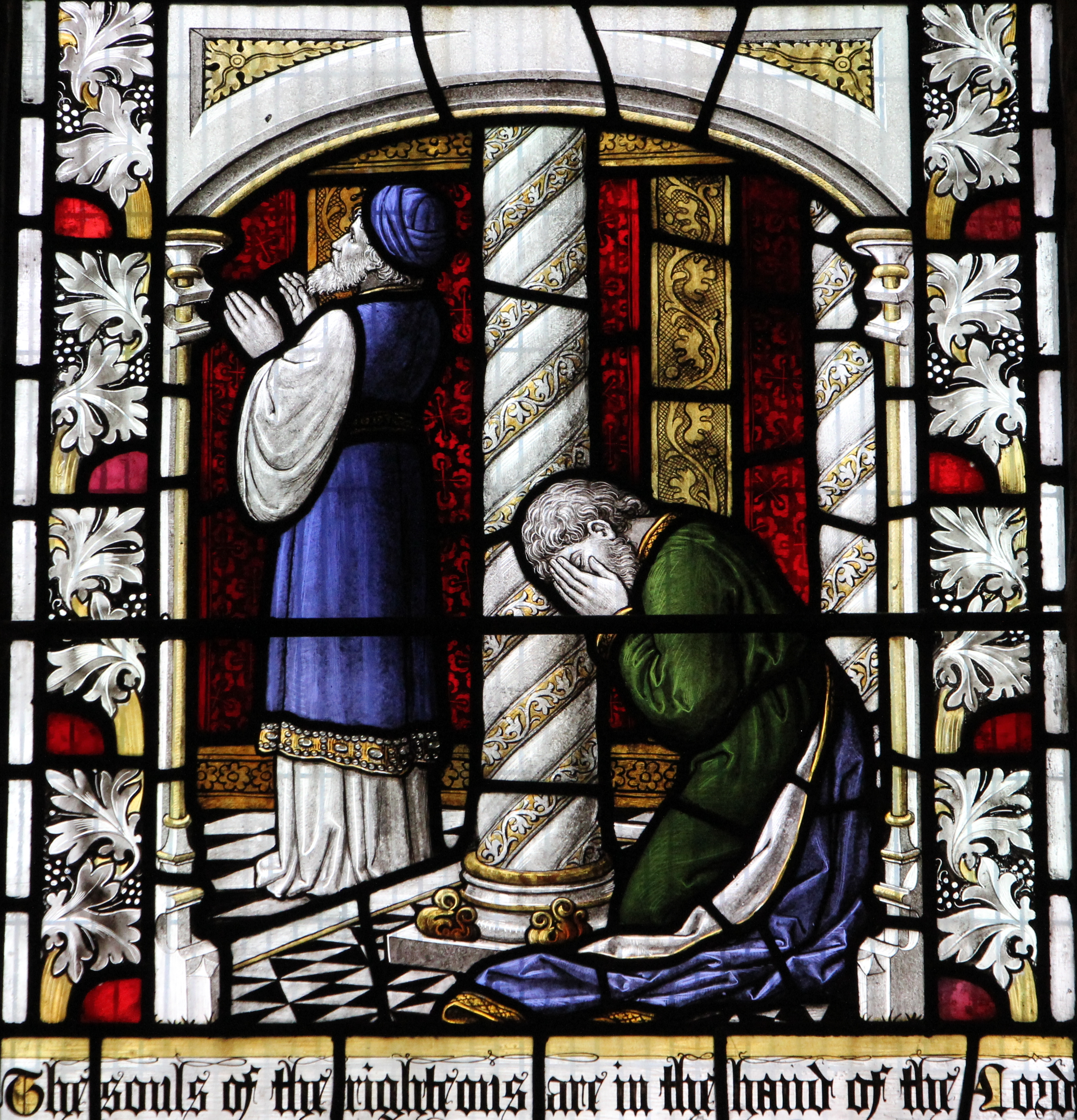
Vitral en el priorato de Christchurch, Inglaterra, con dos personas orando por sus difuntos

Las religiones que creen en un juicio final, una resurrección de los muertos o un estado intermedio, como el Hades o el purgatorio, suelen ofrecer oraciones por los difuntos a Dios en nombre de los difuntos.

## Budismo
En la mayoría de los funerales que siguen la tradición del budismo chino, las prácticas comunes incluyen cantar el nombre de Amitabha, o recitar escritos budistas tales como el Kṣitigarbhasūtra, el sutra de Amitabha, el sutra del diamante o una combinación de escritos budistas clásicos como el Nilakantha dharani, el sutra del corazón, el mantra de la tierra pura mantra del renacimiento de Amitabha y el dharani Sapta Atitabuddha Karasaniya (o Qi Fo Mie Zui Zhen Yan 七佛滅罪真言).
Otras prácticas incluyen el refugio ritsu, el nianfo de los budistas de la tierra pura o cánticos repetitivos como Om mani padme hum. Oraciones como el Namo Ratnasikhin Tathagata son dedicadas a los animales fallecidos.

## Cristianismo

### Nuevo Testamento
En el Nuevo Testamento hay un pasaje que algunos consideran una oración por los difuntos, que se encuentra en 1:16-18, y que dice lo siguiente:
Que el Señor conceda misericordia a la casa de Onesíforo, porque él me refrescó muchas veces y no se avergonzó de mis cadenas, sino que, cuando estaba en Roma, me buscó con diligencia y me encontró (que el Señor le conceda encontrar la misericordia del Señor en aquel día); y cuántas cosas hizo en Éfeso, tú lo sabes muy bien.
Al igual que los versículos de 2 Macabeos 12:38-46, estos versículos reflejan el profundo deseo de que Dios trate con misericordia a los difuntos «en ese día» (quizás el Día del Juicio, véase también Escatología). No se afirma que Onésimo, por quien San Pablo o el autor de la epístola rezaba, estuviera muerto, aunque algunos estudiosos lo deducen, basándose en que solo se refiere a él en tiempo pasado y se reza por bendiciones presentes para su familia, pero solo para él «en aquel día». Y hacia el final de la misma carta, en 4:19, encontramos un saludo a «Prisca y Aquila, y a la casa de Onesíforo», distinguiendo la situación de Onesíforo de la de los aún vivos Prisca y Aquila.

### Tradición
La oración por los difuntos está bien documentada en el cristianismo primitivo, tanto entre los padres de la Iglesia como en la comunidad cristiana en general. En la Iglesia católica, la ayuda que reciben los difuntos mediante la oración en su favor está vinculada al proceso de purificación conocido como purgatorio. En la ortodoxia oriental, los cristianos rezan por «las almas que han partido con fe, pero sin haber tenido tiempo de dar frutos dignos de arrepentimiento». Mientras que la oración por los difuntos continúa en ambas tradiciones y en las de la ortodoxia oriental y la Iglesia asiria del Este, muchos grupos protestantes rechazan esta práctica.
La tumba del cristiano Abercio de Hierápolis en Frigia (segunda mitad del siglo II) lleva la inscripción: «Que todo amigo que vea esto rece por mí», es decir, por Abercio, que habla en primera persona en todo el texto.
Las inscripciones en las catacumbas romanas dan un testimonio similar de esta práctica, con frases como:
- «Que vivas entre los santos» (siglo III);[1]
- «Que Dios refresque el alma de...»;[1]
- «La paz sea con ellos».[1]

Entre los escritores de la Iglesia, Tertuliano († 230) es el primero en mencionar las oraciones por los difuntos: «La viuda que no reza por su difunto marido es como si se hubiera divorciado de él». Este pasaje aparece en uno de sus últimos escritos, que data de principios del siglo III. Otros escritores posteriores mencionan igualmente esta práctica como algo habitual, no como algo ilegal o incluso controvertido (hasta que Arrio la cuestionó a finales del siglo IV). El ejemplo más famoso es la oración de San Agustín por su madre, Mónica, al final del libro IX de sus Confesiones, escritas alrededor del año 398.
Un elemento importante en las liturgias cristianas tanto orientales como occidentales consistía en los dípticos, o listas de nombres de vivos y muertos conmemorados en la Eucaristía. Ser incluido en estas listas era una confirmación de la ortodoxia de uno, y de esta práctica surgió la canonización oficial de los santos; por otro lado, la eliminación de un nombre era una condena.
A mediados del siglo III, San Cipriano ordenó que no se hiciera ninguna ofrenda ni oración pública por un laico fallecido que hubiera infringido la norma de la Iglesia al nombrar a un clérigo como albacea en su testamento: «No debe ser nombrado en la oración de los sacerdotes quien haya hecho todo lo posible por apartar al clero del altar».
Aunque no es posible, por regla general, precisar las fechas en que se utilizaron las palabras exactas en las liturgias antiguas, la presencia universal de estos dípticos y de oraciones específicas por los difuntos en todas las partes de la Iglesia cristiana, tanto en Oriente como en Occidente, en los siglos IV y V, demuestra lo primitivas que eran estas oraciones. El lenguaje utilizado en las oraciones por los difuntos pide descanso y liberación del dolor y la pena.  Un pasaje de la Liturgia de Santiago dice:
Acuérdate, Señor, Dios de los espíritus y de toda carne, de aquellos a quienes hemos recordado y de aquellos a quienes no hemos recordado, hombres de la verdadera fe, desde el justo Abel hasta hoy; concédeles tú mismo el descanso en la tierra de los vivos, en tu reino, en el deleite del paraíso, en el seno de Abraham, Isaac y Jacob, nuestros santos padres, de donde han huido el dolor, la pena y los suspiros, donde la luz de tu rostro los visita y siempre brilla sobre ellos.
Las oraciones públicas solo se ofrecían por aquellos que se creía que habían muerto como miembros fieles de la Iglesia. Pero Santa Perpetua, que fue martirizada en 202, creía que había sido animada en una visión a rezar por su hermano, que había muerto a los ocho años, casi con toda seguridad sin bautizar; y una visión posterior le aseguró que su oración había sido escuchada y que él había sido liberado del castigo. San Agustín consideró necesario señalar que la narración no era una Escritura canónica y sostuvo que tal vez el niño había sido bautizado. 

### Iglesia católica
En Occidente hay amplias pruebas de la costumbre de rezar por los difuntos en las inscripciones de las catacumbas, con sus constantes oraciones por la paz y el descanso de las almas de los difuntos, y en las primeras liturgias, que suelen contener conmemoraciones de los difuntos; y Tertuliano, Cipriano y otros Padres occidentales testimonian la práctica habitual de rezar por los difuntos entre los primeros cristianos.
Sin embargo, en el caso de los cristianos martirizados, se consideraba inapropiado rezar «por» los mártires, ya que se creía que no necesitaban tales oraciones, al haber pasado instantáneamente a la visión beatífica del cielo. En teoría, también sería inútil rezar por los que están en el infierno (entendido como la morada de los eternamente perdidos). Sin embargo, dado que no hay certeza de que una persona en particular esté en el infierno, se rezan oraciones por todos los difuntos, excepto por aquellos que se cree que están en el cielo, por los que se reza, pero no por los que están en el infierno. En las oraciones por los difuntos, se suele hacer referencia a que se encuentran en el purgatorio. En vista de la certeza de que, mediante el proceso de purificación y con la ayuda de las oraciones de los fieles, estaban destinados al cielo, se les denomina «almas santas».
Se impusieron límites a la celebración pública de la Misa para los no bautizados, los no católicos y los pecadores notorios, pero se podían rezar oraciones e incluso celebrar misas en privado por ellos. El actual Código de Derecho Canónico de la Iglesia católica establece que, a menos que la persona en cuestión haya dado alguna señal de arrepentimiento antes de morir, no se puede celebrar ningún tipo de misa fúnebre por los apóstatas notorios, los herejes y los cismáticos; por aquellos que, por motivos anticristianos, hayan elegido que sus cuerpos sean incinerados; y por otros pecadores manifiestos a quienes no se les podía conceder un funeral de la Iglesia sin escándalo público para los fieles. 
Por otra parte, «si no está disponible su propio ministro, las personas bautizadas pertenecientes a una Iglesia o comunidad eclesial no católica pueden, según el juicio prudente del Ordinario del lugar, recibir los ritos funerarios de la Iglesia, a menos que se demuestre que no lo deseaban».
Durante la matanza de la Primera Guerra Mundial, el Papa Benedicto XV permitió el 10 de agosto de 1915 a todos los sacerdotes de todo el mundo celebrar tres misas en el Día de los Difuntos. Las dos misas adicionales no eran en modo alguno en beneficio del propio sacerdote: una debía ofrecerse por todos los fieles difuntos y la otra por las intenciones del Papa, que en aquel momento se suponía que eran por todas las víctimas de la guerra. La permiso sigue vigente.
Cada plegaria eucarística, incluido el Canon Romano de la Orden de la Misa, contiene una oración por los difuntos.
En Communio Sanctorum, las Iglesias luterana y católica de Alemania acordaron que la oración por los difuntos «corresponde a la comunión en la que estamos unidos en Cristo [...] con los que ya han fallecido, para rezar por ellos y encomendarlos [...] a la misericordia de Dios». Del mismo modo, en los Estados Unidos, la Iglesia Evangélica Luterana y la Iglesia Católica formularon una declaración titulada «La esperanza de la vida eterna», en la que afirmaban que «existe una comunión entre los vivos y los muertos a través de la división de la muerte. ... La encomienda de los difuntos a Dios en la oración es saludable dentro de la liturgia fúnebre. ... En la medida en que la resurrección de los muertos y el juicio final general son acontecimientos futuros, es apropiado orar por la misericordia de Dios para cada persona, encomendándola a la misericordia de Dios».

### Iglesia ortodoxa e Iglesias ortodoxas orientales

#### Teología
La Iglesia ortodoxa y las Iglesias ortodoxas orientales rechazan el término «purgatorio». Se anima a rezar por los difuntos, ya que se cree que les ayuda, aunque no se aclara «cómo» las oraciones de los fieles ayudan a los difuntos. Los ortodoxos orientales simplemente creen que la tradición enseña «que» se debe rezar por los difuntos. 
San Basilio el Grande (379 d. C.) escribe en su Tercera Oración de Rodillas en Pentecostés: «Oh Cristo, Dios nuestro... (que) en esta fiesta perfecta y salvadora, te complace aceptar las oraciones propiciatorias por los que están presos en el Hades, prometiéndonos a nosotros, que estamos en cautiverio, la gran esperanza de la liberación de la vileza que nos impide y les impidió... envía tu consuelo... y establece sus almas en las mansiones de los justos; y concédeles misericordiosamente la paz y el perdón; porque no te alabarán los muertos, oh Señor, ni los que están en el infierno se atreverán a ofrecerte confesión. Pero nosotros, los que vivimos, te bendeciremos, y oraremos, y te ofreceremos oraciones propiciatorias y sacrificios por sus almas».
San Gregorio el Grande (Gregory Dialogus) († 604) en su famosa obra Diálogos (escrita en 593) enseña que «el Santo Sacrificio (la Eucaristía) de Cristo, nuestra Víctima salvadora, reporta grandes beneficios a las almas incluso después de la muerte, siempre que sus pecados puedan ser perdonados en la vida venidera». Sin embargo, san Gregorio continúa diciendo que la práctica de la Iglesia de rezar por los difuntos no debe ser una excusa para no vivir una vida piadosa en la tierra. «Lo más seguro, naturalmente, es hacer por nosotros mismos durante la vida lo que esperamos que otros hagan por nosotros después de la muerte». El padre Seraphim Rose († 1982) dice: «La oración de la Iglesia no puede salvar a nadie que no desee la salvación, o que nunca haya luchado (podvig) por ella durante su vida».

## Hinduismo
En el hinduismo se pronuncian discursos fúnebres con oraciones por los muertos. Muchos de estos discursos fúnebres se leen del Mahabharata, generalmente en sánscrito. Los familiares rezan alrededor del cuerpo lo antes posible tras el fallecimiento. La gente intenta evitar tocar el cadáver, ya que se considera contaminante.

## Judaísmo

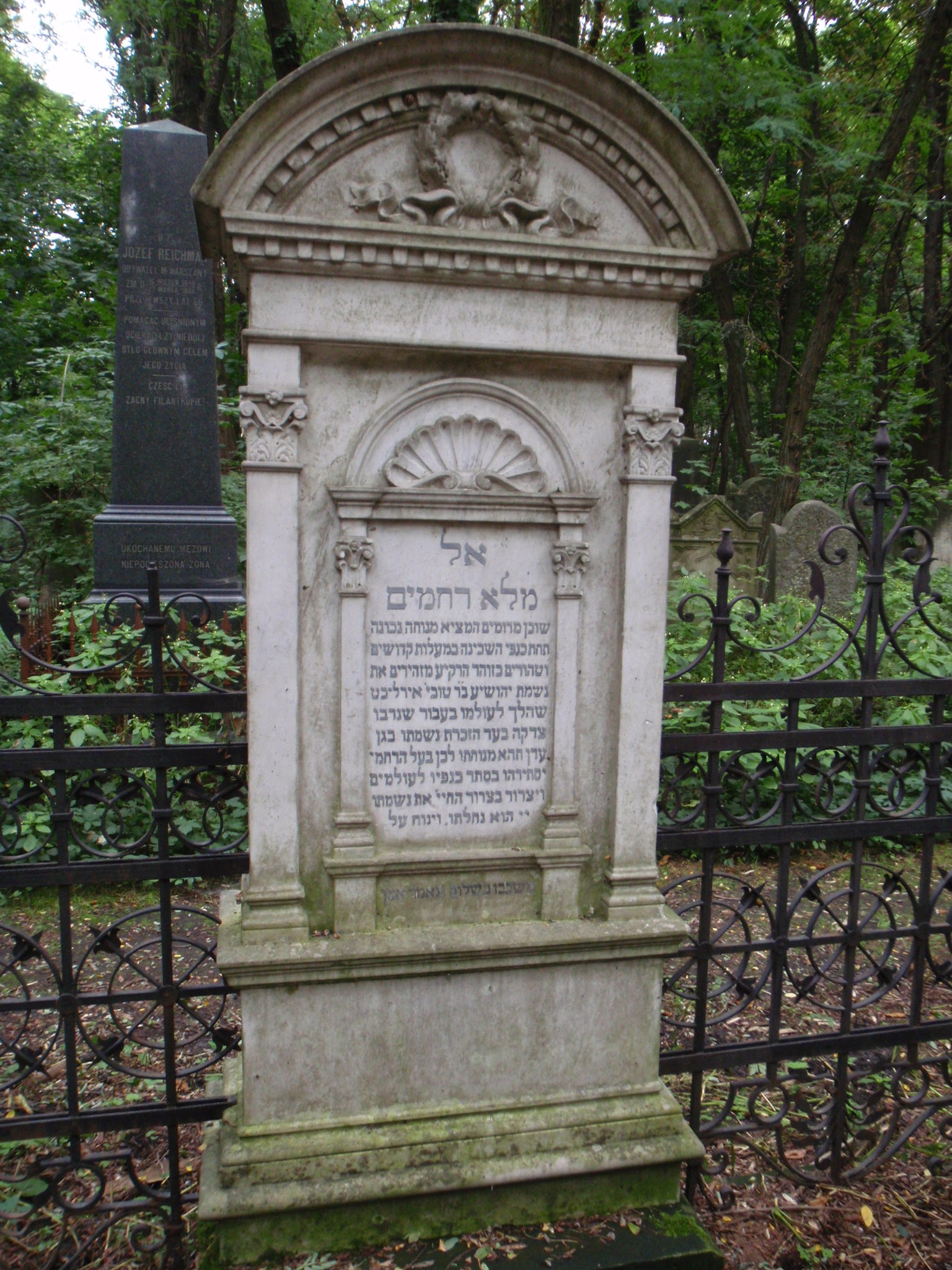
Texto de la oración El malei rachamim en una tumba judía en Varsovia

Las oraciones por los difuntos forman parte de los servicios judíos. Las oraciones que se ofrecen en nombre de los difuntos consisten en: la recitación de los Salmos; la recitación de una oración comunitaria tres veces al día en arameo, conocida como Kadish. Kadish significa "Santificación" (u "Oración de Santificación"), que es una oración "En alabanza a Dios"; u otros recuerdos especiales conocidos como yizkor; y también una hazkara que se reza tanto en la conmemoración anual conocida como yahrzeit como en las festividades judías. La forma que se usa en Inglaterra contiene el siguiente pasaje: "Ten piedad de él; perdona todas sus transgresiones... Protege su alma a la sombra de tus alas. Muéstrale el camino de la vida".
Las oraciones del yizkor (hebreo: "recuerdo") son recitadas por quienes han perdido a uno o ambos padres. También pueden recitar Yizkor por otros familiares o por un amigo cercano fallecido. Es costumbre en muchas comunidades que aquellos que tienen a ambos padres vivos abandonen la sinagoga mientras se reza el servicio de yizkor. 
La principal oración recitada durante el servicio de yizkor es El Malei Rachamim,en la cual se le pide a Dios recordar y conceder reposo a las almas de los fallecidos.  Se acostumbra a no rezar el yizkor durante el primer año de duelo, hasta que haya pasado el primer yahrzeit. Esta práctica es una costumbre pero, históricamente, no se considera obligatoria.